# Organic Reactions
Organic Reactions (abrégé en Org. React.) est une série de livres peer-reviewed créée en 1942. Elle publie des descriptions détaillées de réactions organiques utiles. Chaque article (appelé « chapitre ») est une revue invitée de la source primaire de la réaction donnée, et est écrit sous un contrôle éditorial strict, ce qui en fait une source secondaire à tertiaire. Chaque chapitre explore les aspects pratiques et théoriques de la réaction, y compris sa sélectivité et sa reproductibilité. Le chapitre le plus long compte 1 303 pages. Bien que les articles individuels ne soient pas en libre accès, le wiki de la revue tient à jour un répertoire de résumés des réactions,. La série est résumée et indexée dans Scopus.